# Férfi négyesbob az 1952. évi téli olimpiai játékokon
Az 1952. évi téli olimpiai játékokon a bob férfi négyes versenyszámát február 21-én és 22-én rendezték. Az aranyérmet a német Andreas Ostler, Friedrich Kuhn, Lorenz Nieberl, Franz Kemser összeállítású négyes nyerte. A versenyen nem vett részt magyar csapat.

## Eredmények
A verseny négy futamból állt. A négy futam időeredményének összessége határozta meg a végső sorrendet. Az időeredmények másodpercben értendők. A futamok legjobb időeredményei vastagbetűvel olvashatóak.
| Helyezés | Csapat                                                                                          | 1.      | 2.      | 3.      | 4.           | Össz.         |
| -------- | ----------------------------------------------------------------------------------------------- | ------- | ------- | ------- | ------------ | ------------- |
| Arany    | Németország (GER) · Andreas Ostler · Friedrich Kuhn · Lorenz Nieberl · Franz Kemser             | 1:16,86 | 1:17,57 | 1:16,55 | 1:16,86      | 5:07,84       |
| Ezüst    | Egyesült Államok (USA)-1 · Stanley Benham · Patrick Martin · Howard Crossett · James Atkinson   | 1:17,44 | 1:17,78 | 1:16,72 | 1:18,54      | 5:10,48       |
| Bronz    | Svájc (SUI)-1 · Fritz Feierabend · Albert Madörin · André Filippini · Stephan Waser             | 1:18,67 | 1:18,08 | 1:17,40 | 1:17,55      | 5:11,70       |
| 4.       | Svájc (SUI)-2 · Felix Endrich · Fritz Stöckli · Franz Kapus · Werner Spring                     | 1:17,75 | 1:19,45 | 1:17,88 | 1:18,90      | 5:13,98       |
| 5.       | Ausztria (AUT)-1 · Karl Wagner · Franz Eckhardt · Hermann Palka · Paul Aste                     | 1:19,34 | 1:18,91 | 1:18,27 | 1:18,22      | 5:14,74       |
| 6.       | Svédország (SWE)-1 · Kjell Holmström · Felix Fernström · Nils Landgren · Jan Lapidoth           | 1:19,11 | 1:19,90 | 1:17,28 | 1:18,72      | 5:15,01       |
| 7.       | Svédország (SWE)-2 · Gunnar Åhs · Börje Ekedahl · Lennart Sandin · Gunnar Garpö                 | 1:18,84 | 1:19,93 | 1:18,66 | 1:20,43      | 5:17,86       |
| 8.       | Argentína (ARG) · Carlos Tomasi · Robert Bordeu · Carlos Sareisian · Héctor Tomasi              | 1:20,15 | 1:19,81 | 1:19,35 | 1:19,54      | 5:18,85       |
| 9.       | Egyesült Államok (USA)-2 · James Bickford · Hubert Miller · Maurice R. Severino · Joseph Scott  | 1:19,13 | 1:19,97 | 1:19,49 | 1:21,09      | 5:19,68       |
| 10.      | Olaszország (ITA)-1 · Alberto Della Beffa · Sandro Rasini · Dario Colombi · Dario Poggi         | 1:20,02 | 1:21,39 | 1:18,86 | 1:19,65      | 5:19,92       |
| 11.      | Franciaország (FRA) · André Robin · Joseph Chatelus · Louis Saint-Calbre · Henri Rivière        | 1:18,90 | 1:19,91 | 1:19,18 | 1:22,75      | 5:20,74       |
| 12.      | Norvégia (NOR)-1 · Arne Holst · Trygve Brudevold · Curt James Haydn · Kåre Christiansen         | 1:20,05 | 1:19,93 | 1:19,98 | 1:21,40      | 5:21,36       |
| 13.      | Norvégia (NOR)-2 · Reidar Alveberg · Anders Hveem · Arne Røgden · Gunnar Thoresen               | 1:21,53 | 1:21,18 | 1:20,77 | 1:20,99      | 5:24,47       |
| 14.      | Olaszország (ITA)-2 · Umberto Gilarduzzi · Michele Alverà · Vittorio Folonari · Luigi Cavalieri | 1:21,23 | 1:21,35 | 1:21,64 | 1:21,76      | 5:25,98       |
| –        | Ausztria (AUT)-2 · Kurt Loserth · Wilfried Thurner · Franz Kneissl · Heinz Hoppichler           | 1:19,51 | 1:20,25 | 1:20,44 | visszalépett | nem ért célba |